# Thysanomeros
Thysanomeros là một chi bọ cánh cứng trong họ Chrysomelidae.
Chi này được miêu tả khoa học năm 2003 bởi Flowers.

## Các loài
Chi này gồm các loài:
- Thysanomeros ulateae Flowers, 2003